# Seda (Lettonie)
Pour les articles homonymes, voir Seda.
Seda est une petite ville de Lettonie située à Strenču novads dans le Vidzeme, non loin de la ville de Valka à quelques kilomètres au nord de la Gauja. Au sud de la ville passe la ligne du chemin de fer Riga-Valga sur laquelle se trouve la gare de Seda. À cet endroit passe également la Route A3 reliant Inčukalns à la frontière estonienne.
La localité d'habitations s'est formée autour de l'entreprise de traitement de tourbe Seda en 1953. En 1961, on lui a attribué le statut de commune urbaine, puis, en 1991, le statut de ville. La plupart de bâtiments ici sont construits dans le style gothique stalinien.

## Galerie

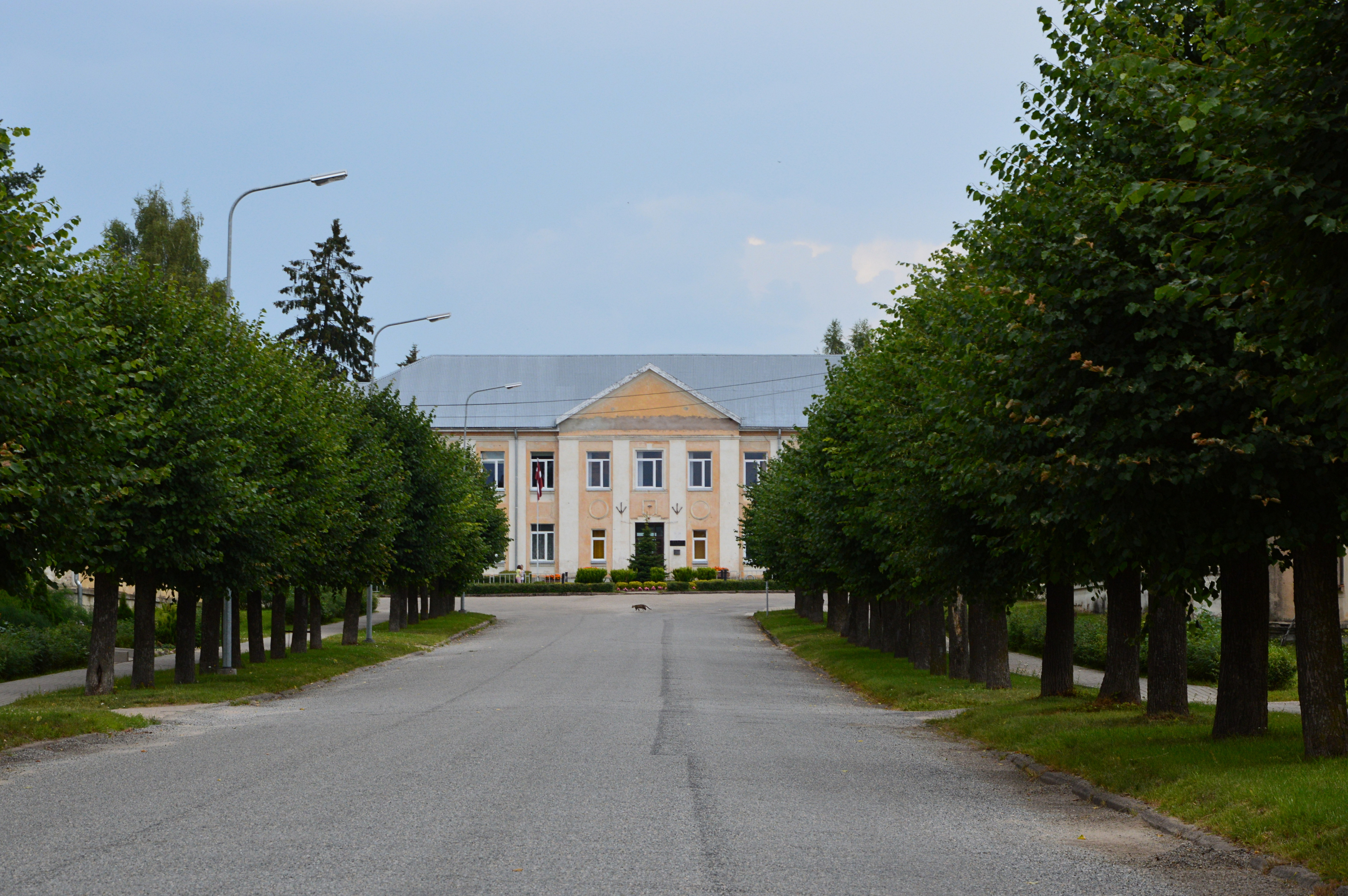
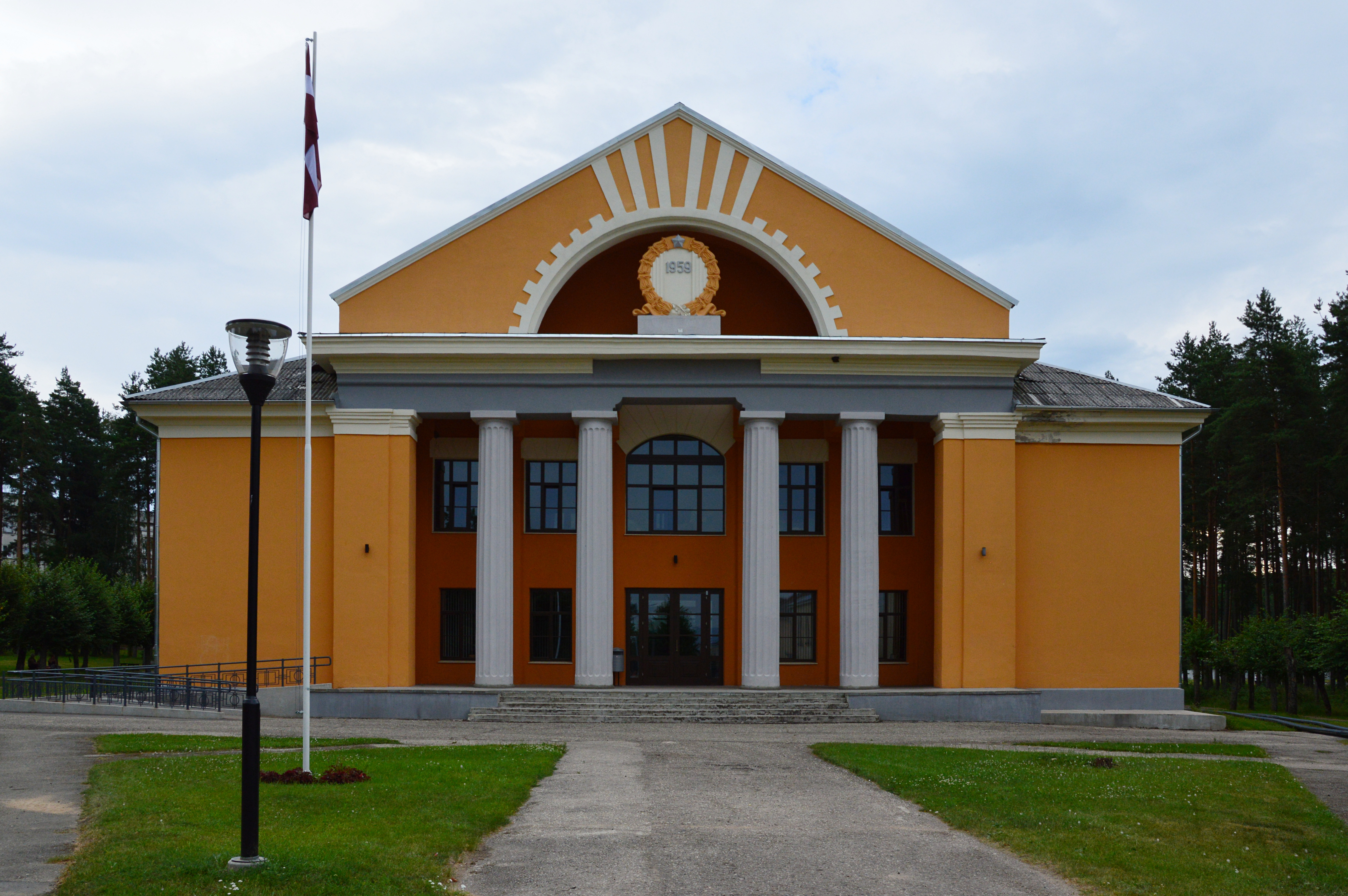
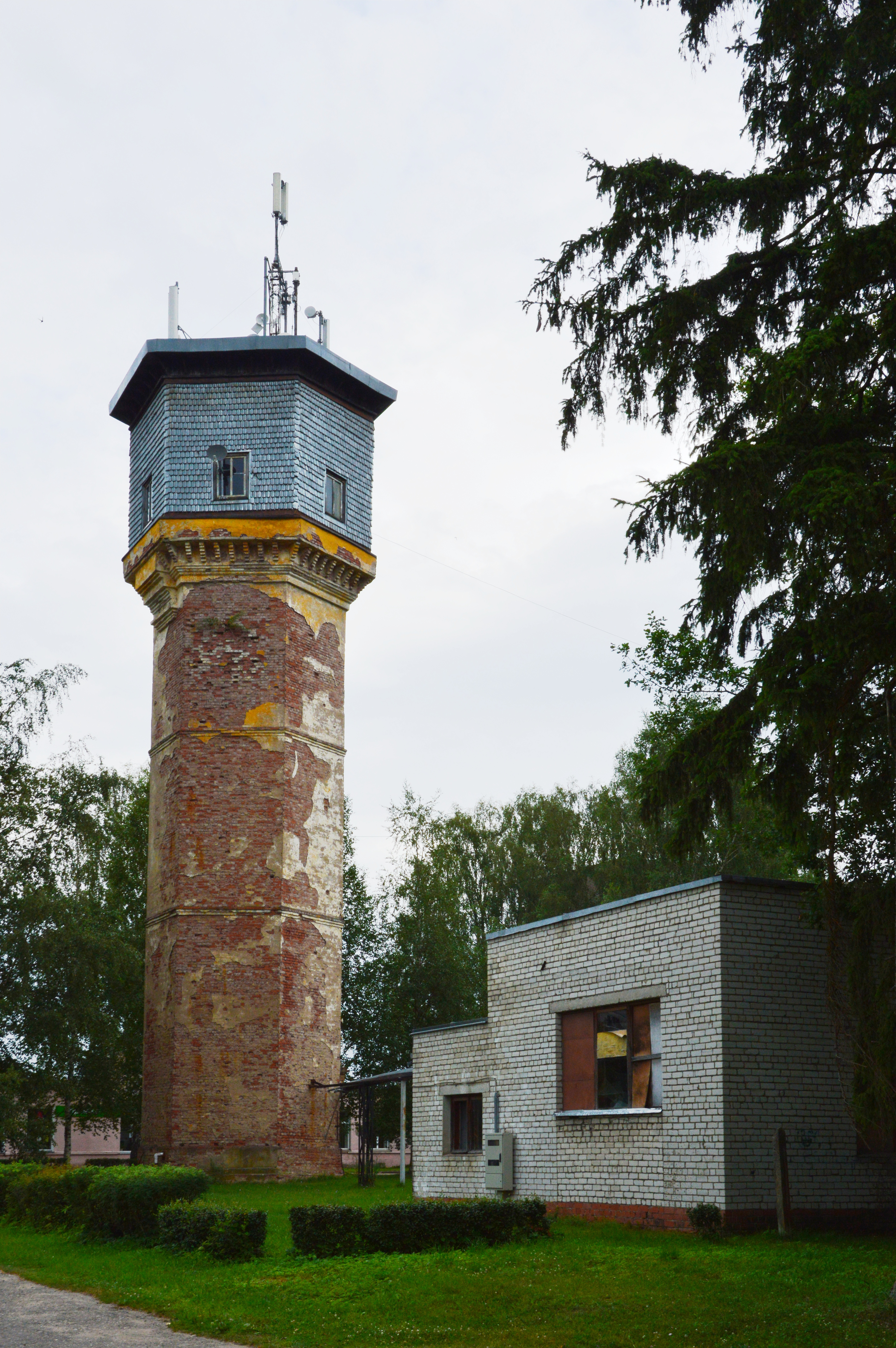
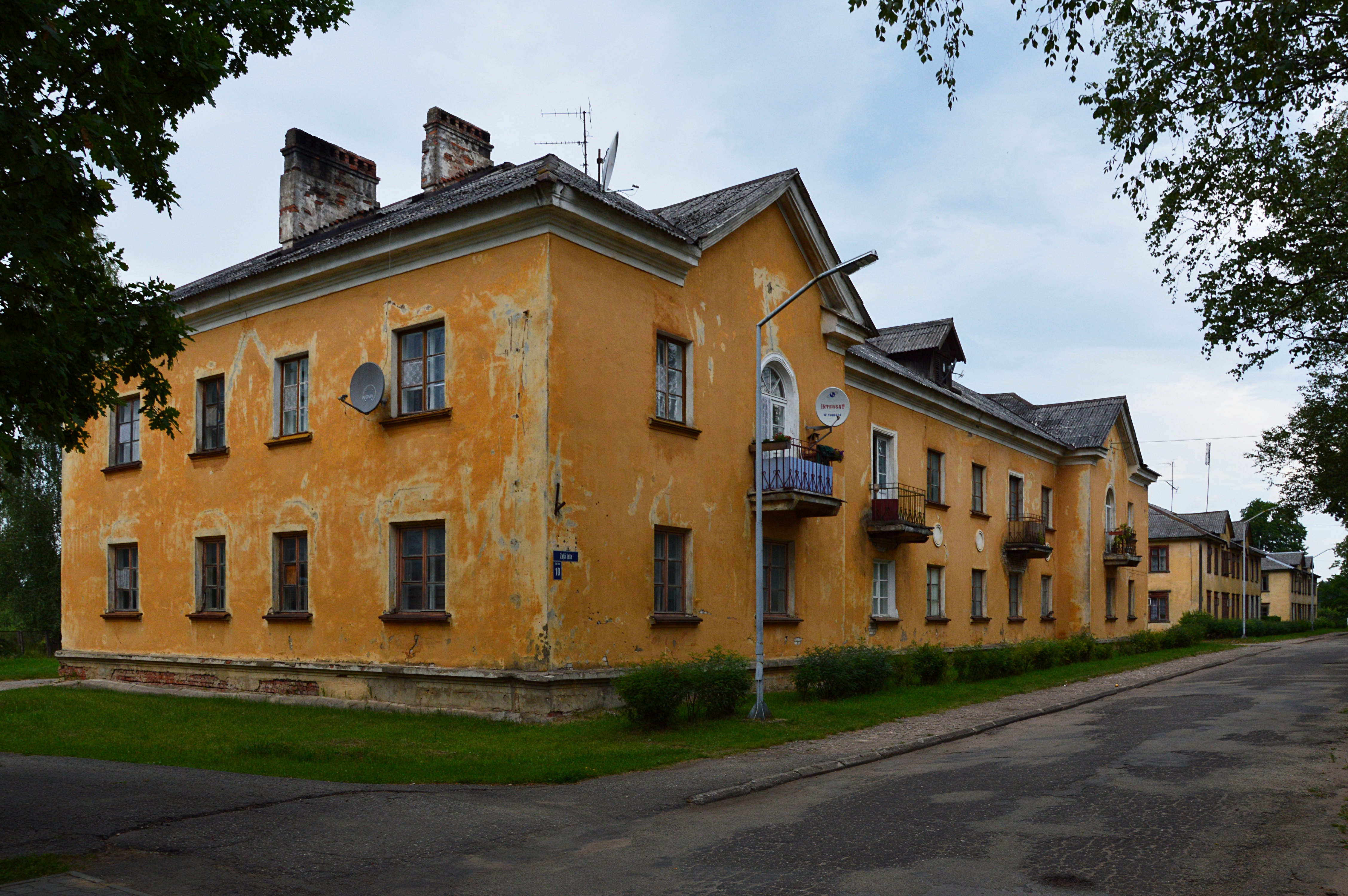